# Tóra

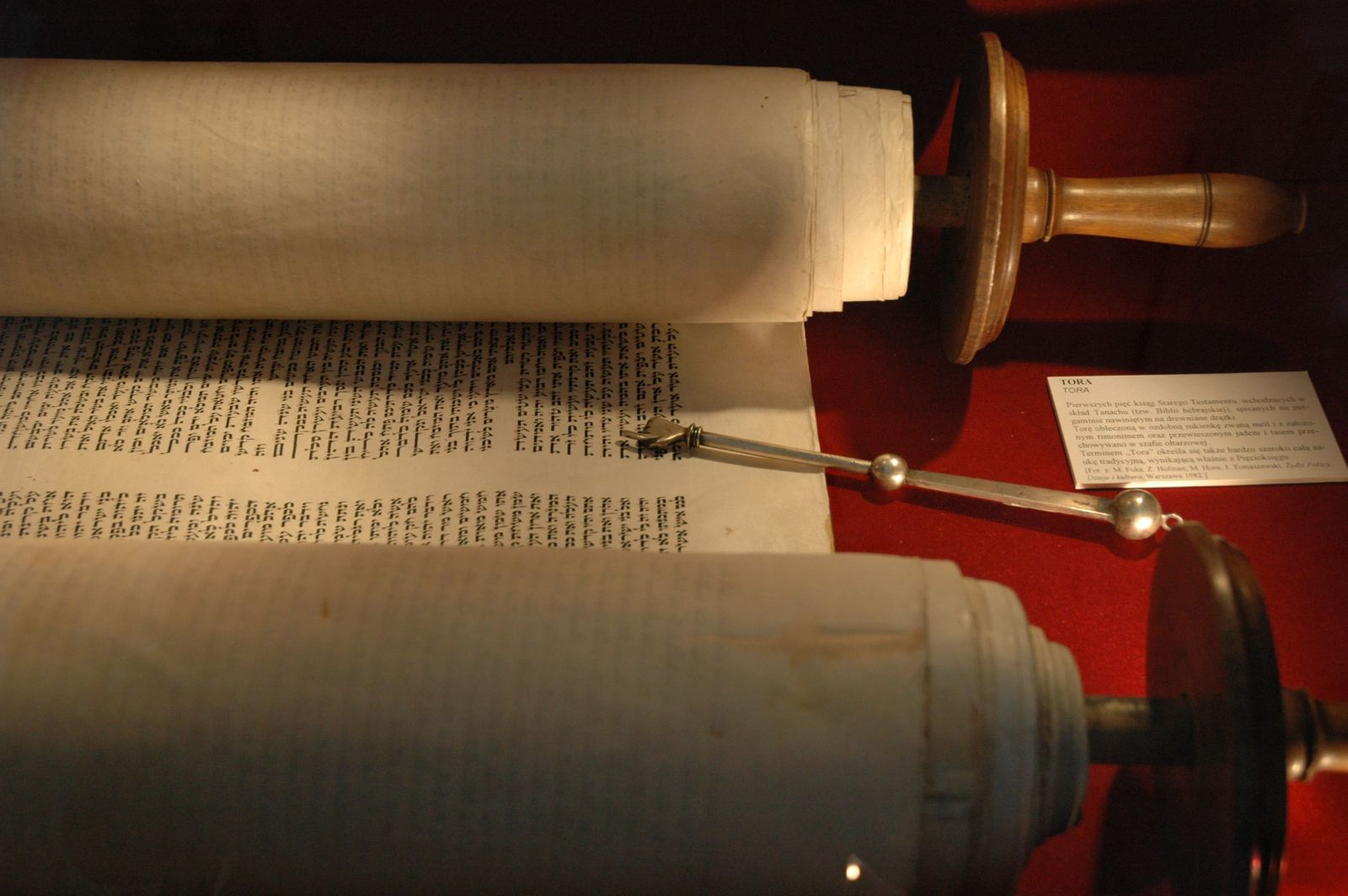

A Tóra (héberül: תּוֹרָה Tórá, Torá, ask: Tajró / Tajre, jiddis kiejtéssel tojre), vagy más néven a Mózesi könyvek vagy Pentateuchus a Biblia ótestamentumi részének első öt könyve, amelyet a zsidó és a keresztény hagyomány kevés kivételtől eltekintve Mózesnek tulajdonított, és amelyet a konzervatív bibliamagyarázat lényegét tekintve ma is Mózestől származtat.
A Mózesi könyveket a zsidók az időszámításunk előtti 2. századig egy könyvként kezelték és Tórának (héber: tanítás, intés, eligazítás, papi döntvény, szabály, törvény) nevezték, amely elnevezés ma is használatos. A Tóra a Tanak részét képezi, de a zsidó vallás azon belül különleges jelentőséget tulajdonít neki. A Tóra a zsidók legrégibb írásos emlékeit őrzi és leírja a zsidó nép őstörténetét a világ teremtésétől, Istennel kötött szövetségein keresztül, a Mózes közvetítése által kapott törvényekig.
Az időszámításunk kezdete körüli időkben a Tórát technikai okokból öt könyvre osztották és Pentateukhosznak is nevezték (a pente = öt és teukhosz = tekercs, könyv görög szóból).

## Részei
- Mózes első könyve בראשית -Börésit   Geneszisz vagy Genesis (görög: eredet, származás – mert a világ, az emberiség és a zsidó nép keletkezését mondja el).
- Mózes második könyve, שמות -Smot Exodosz vagy Exodus (görög: kimenet – mert az úgynevezett egyiptomi fogságból való kivonulást írja le).
- Mózes harmadik könyve, ויקרא -Vájikrá Leuitikon vagy Leviticus (görög képzésű szó a héber Léviből: a lévikről vagy levitákról szóló könyv).
- Mózes negyedik könyve, במדבר – Bömidvár Arithmoi vagy Numeri (görög illetve latin: számok – mert népszámlálással kezdődik).
- Mózes ötödik könyve, דברים – Dvárim Deuteronomion vagy Deuteronomium (görög: második törvény).

Az első könyv a bibliai őstörténetet és a pátriárkák történetét tartalmazza, a második, harmadik és negyedik könyv a Mózes-történetet és a Sínai-hegyi törvényhozás eseményeit beszéli el, az ötödik könyv pedig megismétli a törvényt és buzdít annak megtartására.
| Károli fordítás                                                 | Tóra   | Vulgata       | Septuaginta   |
| --------------------------------------------------------------- | ------ | ------------- | ------------- |
| Mózes első könyve A teremtésről                                 | בראשית | Genesis       | Γένεσις       |
| Mózes második könyve A zsidóknak Égyiptomból kijöveteléről      | שמות   | Exodus        | Ἔξοδος        |
| Mózes harmadik könyve A léviták egyházi szolgálatáról           | ויקרא  | Leviticus     | Λευϊτικὸν     |
| Mózes negyedik könyve Az izráeliták megszámlálásáról való könyv | במדבר  | Numeri        | Ἀριθμοὶ       |
| Mózes ötödik könyve A törvény summája                           | דברים  | Deuteronomium | Δευτερονόμιον |

## Szerzősége

A 20. századi dokumentarista hipotézis diagramja.
- J: Jahvista forrás (i.e. 10–9. század)
- E: Elohista forrás (i.e. 9. század)
- Dtr1: korai (i.e. 7. század) deuteronomi forrás
- Dtr2: későbbi (i.e. 6. század) deuteronomi forrás
- P*: Papi forrás (Kr. e. 6–5. század)
- D†: Deuteronomi
- R: Redaktor
- DH: Deuteronomi történelem (Józsué könyve, Bírák, Sámuel könyvei, Királyok könyvei

A zsidó-keresztény hagyomány Mózesnek tulajdonítja az öt könyvet, de ezt mára már megcáfolták.
A Mózesi szerzőségét Ábrahám ibn Ezra (elhunyt 1167-ben) középkori zsidó tudós nyomán a 17. században Spinoza vonta először kétségbe.
A 18. században Jean Astruc az istennevek váltakozása alapján a Mózesi könyveket két fő forrásra (az egyik a JHVH, a másik az Elohim istennevet használja) és tíz kisebb forrásra vezette vissza.
A modern tudományos bibliakritika Julius Wellhausennek a századforduló táján végzett kutatásai alapján a könyveket a következő forrásoktól származtatja:
- A legrégibb a Jahve (JHVH) istennevet használó jahvista forrás, amelynek ősibb részét laikus forrásnak is nevezik, mivel a kultusz iránti érdeklődése csekély. A jahvista forrás istenfogalma kezdetleges, erősen antropomorf, stílusa konkrét és egyszerű. Keletkezési ideje az időszámításunk előtti IX. század közepe és a 8. század közepe közötti időszak, keletkezési helye a déli országrész.
- Nem sokkal ez után keletkezett az elohista forrás, mely az Elohim istennevet használja, oktató stílusban Elohimra vezeti vissza a történéseket és különös figyelmet szentel a prófétai mozgalomnak.
- A deuteronomiumi forrás szónoki stílusban íródott, különös gondot fordít a Jahve-kultuszra, és csak a jeruzsálemi templomban bemutatott áldozatot tartja törvényesnek. Keletkezési ideje Jósiás júdai király vallási reformjának időszaka.
- A papi forrás a babiloni fogság időszakában keletkezett több papi nemzedék munkája gyümölcseként. Jellemzője a száraz, ünnepélyes stílus, a teológiai érdeklődés, a kronológiai és egyéb számadatok, valamint nemzetségtáblák közlése. Az egymással fokozatosan egybeépülő forrásokból a fogság után, az i. e. V. század végén jött létre egy végső papi szerkesztés (redicatio) következményeként a mózesi könyvek mai formája.

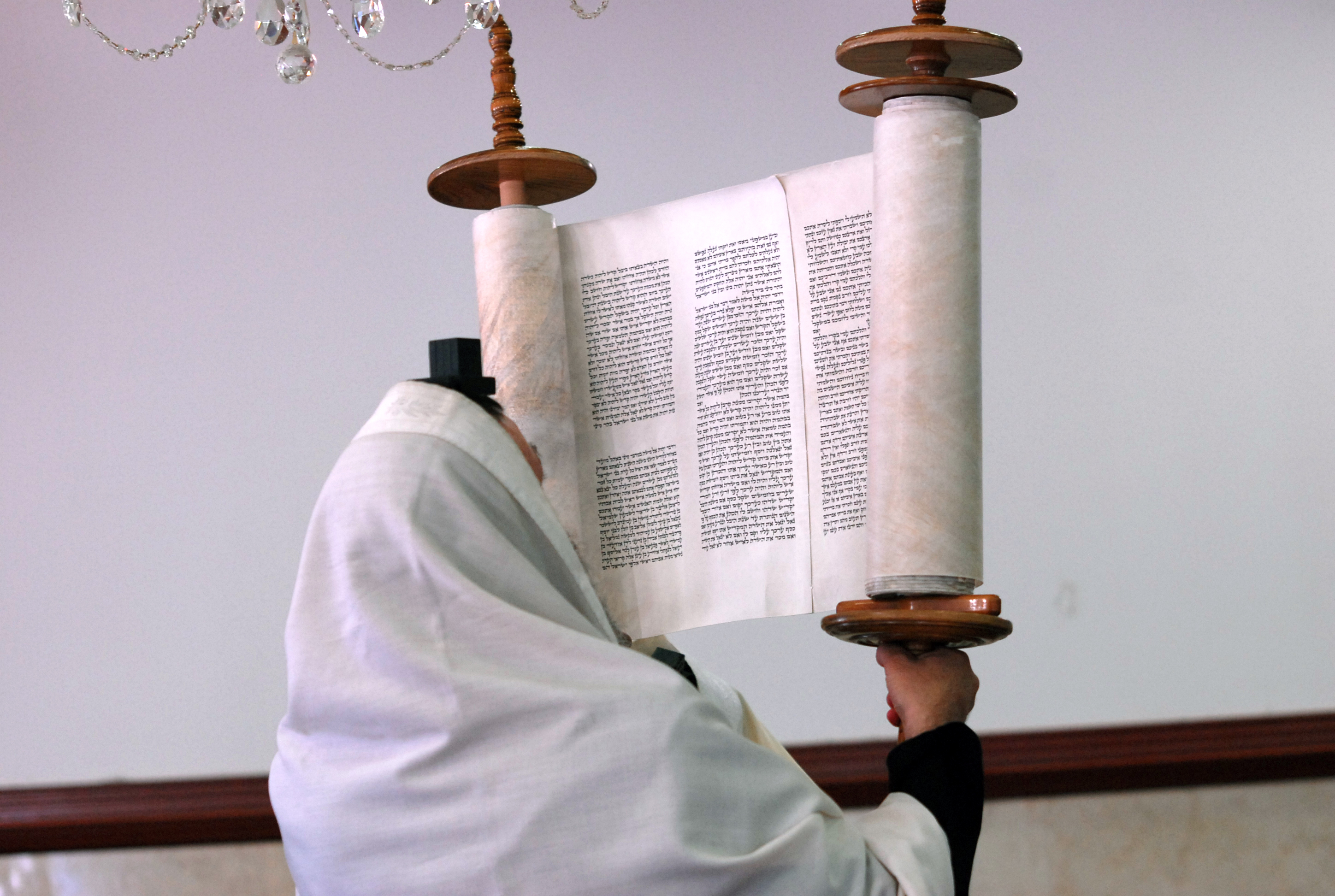
A Tóratekercs felmutatása a hágbáhá (הגבהה), hétköznapi ima közben

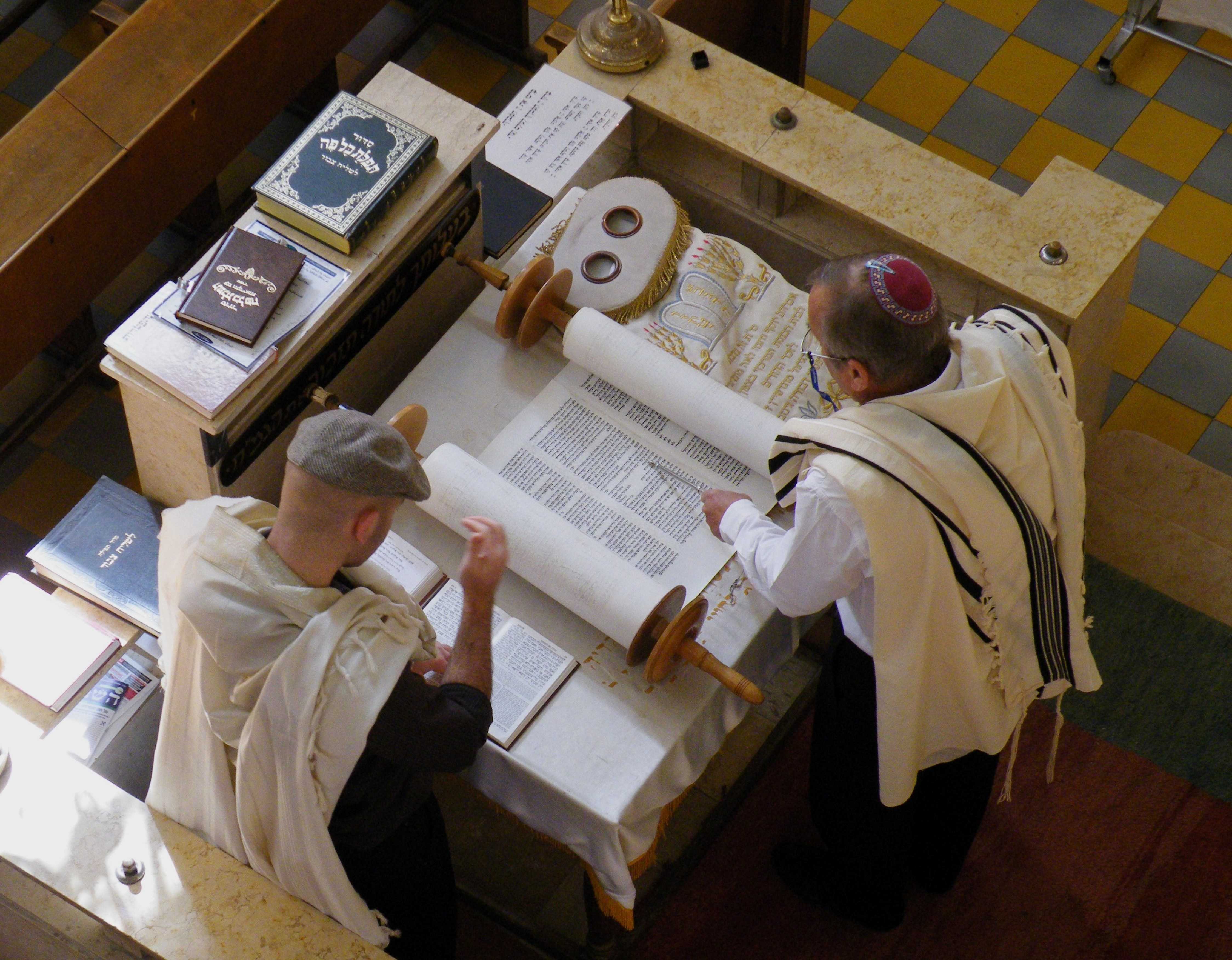
Tóra olvasás

## Lásd még
- Tanakh
- A Biblia írói